# Datablad

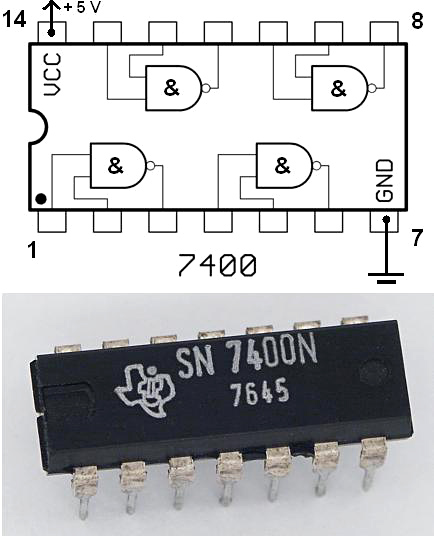
Datablad van 7400 chip

Een datablad is een document dat de eigenschappen van elektronische componenten beschrijft. Het blad bevat voldoende informatie om een technicus in staat te stellen de component toe te passen. Het document is vrijwel altijd in het Engels opgesteld en heet dan datasheet.

## Inhoud
Een datablad kan de volgende informatie bevatten:
- de naam van de fabrikant
- de naam en het typenummer van het product
- een lijst van beschikbare behuizingtypen, andere varianten en bijbehorende bestelcodes
- afmetingen en massa
- een lijst van kenmerkende eigenschappen
- een functieomschrijving
- een lijst of diagram van aansluitpennen met hun nummer en functie
- een lijst van absolute maximumwaarden van grootheden, die de component verdraagt (zoals spanning, stroom, soldeer- en werkingstemperatuur)
- voorwaarden voor optimale werking
- specificaties van statisch en dynamisch gedrag, in de vorm van tabellen en diagrammen
- waarheidstabellen en/of logische functies
- een testschema dat aangeeft, onder welke omstandigheden bepaalde eigenschappen gespecificeerd zijn
- toepassingsgebieden
- enkele uitgewerkte standaardtoepassingen, inclusief schema

Voor gedetailleerde beschrijvingen van toepassingen zijn soms aparte bladen (application notes) beschikbaar.

## Verspreiding
Databladen zijn beschikbaar op het World wide web, vrijwel altijd in PDF-formaat.
Databoeken zijn (vaak lijvige) verzamelwerken van databladen van één fabrikant of van soortgelijk type component. Sinds het internet gemeengoed is zijn de boeken in onbruik geraakt.